# Right Here Right Now (Jordin Sparks)
Right Here Right Now è il terzo album in studio della cantante statunitense Jordin Sparks, pubblicato nel 2015.

## Tracce
1. Work from Home (featuring B.o.B) – 4:25
2. 1000 (featuring J-Doe) – 2:37
3. Right Here Right Now – 2:47
4. Double Tap (featuring 2 Chainz) – 3:25
5. Boyz in the Hood – 3:33
6. Silhouette – 3:40
7. They Don't Give – 3:48
8. Left....Right? – 3:42
9. Casual Love (featuring Shaggy) – 3:56
10. Unhappy (featuring Elijah Blake) – 4:04
11. Tell Him I Love Him – 4:56
12. 11:11 – 3:56
13. 100 Years – 3:57
14. It Ain't You – 3:21